# Dina Sanichar

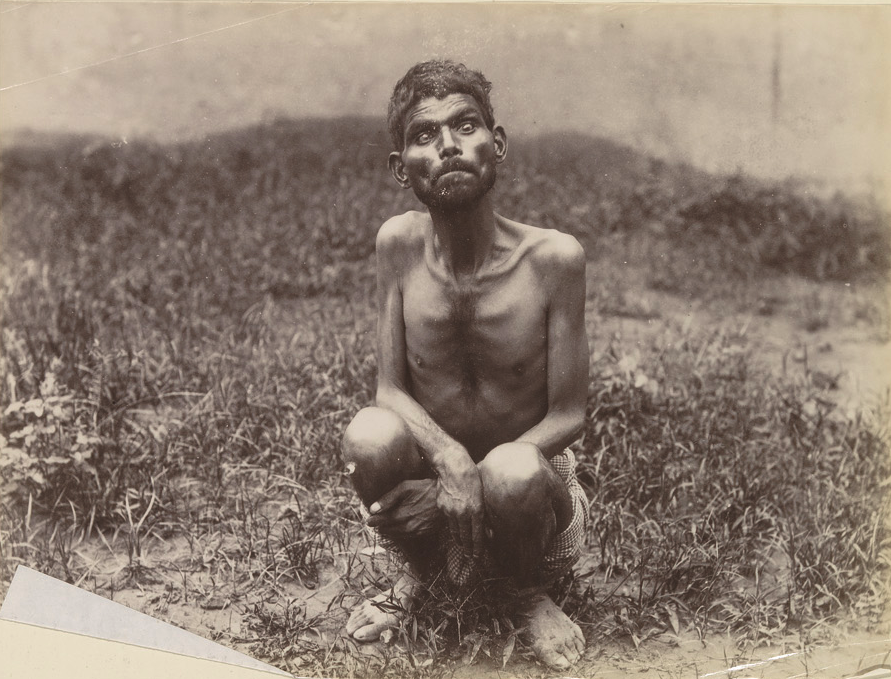
Sanichar khi còn trẻ, khoảng từ năm 1889–1894

Dina Sanichar (1860 hoặc 1861–1895) là một đứa trẻ hoang dã. Sanichar được phát hiện bởi một nhóm thợ săn khi đang sống cùng sói trong một hang động tại Bulandshahr, Uttar Pradesh, Ấn Độ vào tháng Hai năm 1867, khi ông khoảng sáu tuổi. Sanichar được đưa tới Cô nhi viện Sikandra Mission, nơi ông được đặt tên là "Sanichar" vì tới cô nhi viện vào thứ Bảy. Khi đến trại trẻ mồ côi, ông được báo cáo đi bằng bốn chân và ăn thịt sống. Trong khi không thể nói chuyện, ông có thể tạo ra âm thanh tương tự loài sói. Ông tiếp tục sống cùng con người trong hơn hai mươi năm nhưng không bao giờ học nói và vẫn bị suy nhược nghiêm trọng trong suốt phần đời còn lại. Sanichar là một người nghiện hút thuốc lá. Ông chết vì bệnh lao vào năm 1895.